# Hostěradice
Hostěradice (en allemand : Hosterlitz) est une commune du district de Znojmo, dans la région de Moravie-du-Sud, en République tchèque. Sa population s'élevait à 1 647 habitants en 2024.

## Géographie
Hostěradice se trouve à 19 km au nord-est de Znojmo, à 38 km au sud-ouest de Brno et à 182 km à l'est-sud-est de Prague.
La commune est limitée par Dobelice, Petrovice et Kadov, au nord, par Skalice au nord-est, par Miroslav à l'est, par Oleksovice au sud, et par Vítonice, Želetice, Morašice et Skalice à l'ouest.

## Histoire
La première mention écrite de la localité date de 1253.

## Transports
Par la route, Hostěradice se trouve à 4,5 km de Miroslav, à 21 km de Znojmo, à 46 km de Brno et à 211 km de Prague.